# NGC 2838
NGC 2838 est une galaxie elliptique relativement éloignée et située dans la constellation du Lynx. NGC 2838 a été découverte par l'astronome germano-britannique William Herschel en 1787.

## Caractéristiques
Sa vitesse par rapport au fond diffus cosmologique est de 8 541 ± 16 km/s, ce qui correspond à une distance de Hubble de 126,0 ± 8,8 Mpc (∼411 millions d'al).
À ce jour, une mesure non basée sur le décalage vers le rouge (redshift) donne une distance d'environ 119,000 Mpc (∼388 millions d'al). Cette valeur est à l'intérieur des valeurs de la distance de Hubble.
Selon la base de données Simbad, NGC 2838 est une galaxie LINER, c'est-à-dire une galaxie dont le noyau présente un spectre d'émission caractérisé par de larges raies d'atomes faiblement ionisés.